# Zayd Abu Zayd
Zayd Abū Zayd (in arabo ابو زيد‎?; 1195 – 1269) fu l'ultimo wālī (governatore) di Valencia in al-Andalus (Spagna islamica) per conto degli Almohadi. Era un pronipote del primo califfo almohade 'Abd al-Mu'min.

## Biografia
Succedette allo zio Abū ʿAbd Allāh Muḥammad nella carica di governatore almohade di Valencia.
Dopo la morte del giovane califfo almohade Yusuf al-Mustansir gli uomini di corte del palazzo reale di Marrakesh nominarono nuovo califfo ʿAbd al-Wāḥid I. Zayd si rifiutò di riconoscere ʿAbd al-Wāḥid come nuovo califfo, rendendosi totalmente indipendente da Marrakesh, proclamandosi "re di Valencia" (Malik Balansiya). La sua indipendenza fu però di breve durata: a seguito dei ripetuti attacchi castigliani fu costretto a diventare un vassallo di Ferdinando III di Castiglia.
Quando nel settembre 1227 Idrīs al-Maʾmūn divenne nuovo califfo almohade Zayd venne riconosciuto governatore di Valencia e convinto a rompere il patto di vassallaggio con il re castigliano. Ma poco dopo, nel 1228, Muḥamamd b. Ḥūd conquistò Murcia contribuendo ulteriormente alla decadenza dell'unità almohade. In questa situazione caotica, aggravata dalle carestie, ci fu anche una rivolta a Valencia, capeggiata da Zayyan ibn Mardanish (discendente di Muhammad ibn Mardanish, signore della regione orientale di al-Andalus all'epoca della conquista almohade, a cui oppose resistenza). Il 24 gennaio del 1229 Zayyān entrò a Valencia, costringendo Zayd a fuggire prima a Segorbe e poi in Aragona.
Nello stesso anno Zayd si convertì al Cristianesimo e venne battezzato con il nome Vincent Bellvís; ciò rimase segreto fino alla conquista di Valencia da parte di Giacomo I d'Aragona nel 1238. Da allora in poi si comportò come un vero signore feudale cristiano, diventando un favorito dal re, con il quale firmò un patto di fedeltà a Calatayud il 20 aprile.
Ricevette numerose donazioni da parte del re: nel 1236 le città di Ricla e Magallón, nel 1238 ricevette delle fattorie a Huerta de Valencia, nel 1239 ricevette Castillo de Ganalur e delle cascine ad Aldaia.
Morì verso la fine del 1269.